# 柯俊雄
柯俊雄（1945年1月15日—2015年12月6日），原名柯俊良，台灣演員，師承李行，因出演多部軍教片，軍人形象深植人心。年少時期曾涉及逃兵，其父柯文曲被判偽造文書可易科罰金。1990年代開始參與政治，2004年曾當選第六屆立法委員，后淡出政壇、重返演藝圈。

## 生平

### 演艺事业
1961年，柯俊雄到國立藝專試辦的夜間部旁聽，老師介紹他到台語片《黃金大鷹城》當臨演，同時擔任常務工作，在片場推軌道。1964年上映的《義犬救子》，是柯俊雄第一部主演的電影，之後由他主演的《流浪賣花女》大賣座，而張英導演的國台語雙聲帶抗日間諜片電影《天字第一號》，由他和白虹分飾男女主角，令他走红。當時柯俊雄與石軍、奇峰、陽明並列台語片四大小生。
1965年，童月娟製片接連找他拍了《浪淘沙》、《意難忘》兩部彩色電影，讓柯俊雄順利從台語片跨足國語影壇。1966年，柯俊雄接拍李行導演的《啞女情深》，片酬是當時的天價。但他並未放棄台語片，同時主演了《地獄新娘》、《南國雨夜花》和《冰點》等片。1967年，柯俊雄主演由白景瑞執導的《寂寞的十七歲》，獲得第十四屆亞洲影展最佳男主角獎，為華語演員之第一人，也獲得菲律賓狄倫夫人最佳男主角獎。同年，柯俊雄入伍當兵。
1973年，柯俊雄自組鴻達電影公司，導演《大阿哥》、《彩雲片片》等影片，同年與合作多部影片的女演員張美瑤結婚。1975年，在《英烈千秋》飾演棗宜會戰中犧牲的張自忠將軍，獲得第二十一屆亞洲影展最佳男主角獎，演藝事業再創高峰。後來又在《八百壯士》饰演四行倉庫保衛戰守軍將領謝晉元團長，英雄形象深植人心，該片獲得第13屆金馬獎最具發揚民族精神特別獎。1977年，以《愛有明天》獲得第十四屆演技優異特別獎。1979年，再以《黃埔軍魂》獲得第十六屆金馬獎最佳男主角獎。
1970年代，黑社會為主題的影片逐漸興起，柯俊雄亦正亦邪的性格特質，受邀演出《上海大亨》、《職業殺手》等片。1981年，柯俊雄二度自組太元電影公司拍戲，次年以《我的爺爺》獲得巴拿馬國際電影節最佳男主角獎，以及第二十七屆亞洲影展「喚醒社會對老人關心獎」。1986年，接拍日本今村昌平執導的《女衒》。1988年出任演藝工會理事長。1989年柯俊雄與成龍合作的電影《奇蹟》，是柯俊雄反派角色代表作。1999年電影《一代梟雄曹操》，柯俊雄榮获金馬影帝，是從政前表演生涯的最高峰。
2003年，柯俊雄演出公視連續劇《孽子》，入圍金鐘獎連續劇男配角獎。2011年，柯俊雄與王羽共同創立已籌備1年的「台北市武術指導技藝從業人員職業工會」，王羽是首屆理事長，柯俊雄則是榮譽理事。同年，柯俊雄出演民視《廉政英雄》。2013年11月23日，柯俊雄出席第50屆金馬獎頒獎典禮，與金馬獎歷屆影帝影后合頒最佳劇情片獎。
2015年10月27日，柯俊雄特別向三軍總醫院請假，與妻子蔡青樺共同出席由國家電影中心舉辦的電影保存成果發表會，這是他最後一次公開露面。
2015年12月6日，柯俊雄因肺癌病逝於三軍總醫院，享壽70歲。安息禮拜同年12月27日在林口安提阿中央教會舉辦，墓地位于中央教會附近的林口第一公墓 。

### 從政生涯

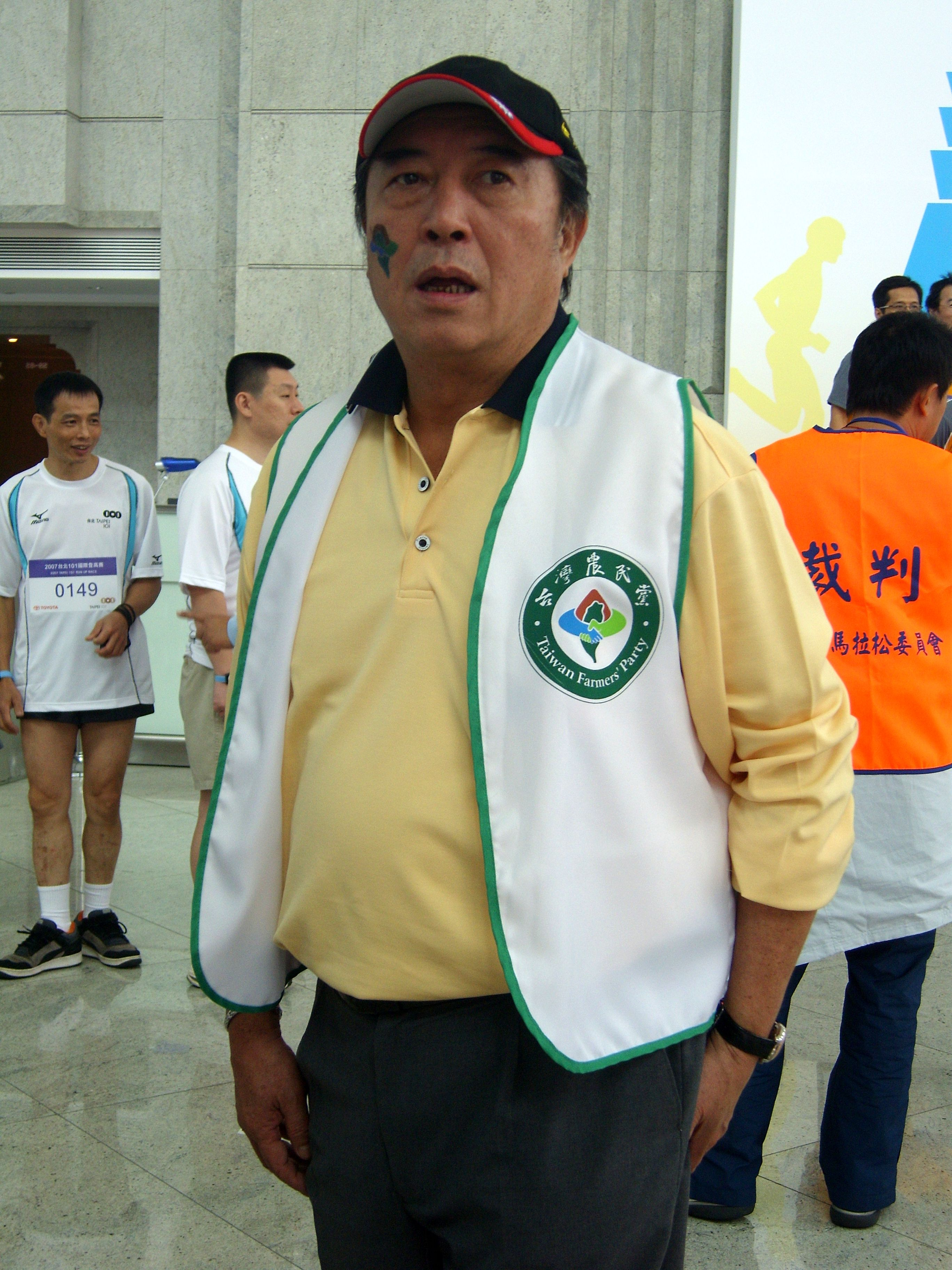
柯俊雄身穿台灣農民黨的背心，2007年11月25日

柯俊雄在1990年代已展現對政治的高度興趣。由於持有英屬香港護照，柯俊雄曾於1996年報名參加由中华人民共和国政府主導的香港臨時立法會選舉，其陳述之理由是香港臨時立法會「不能沒有中華民國的聲音」。當時曾有選務人士建議柯俊雄入中國共產黨以利提名，柯未曾答應。該次競選並未成功，但已開啟柯俊雄從政之路。
2004年，他代表中國國民黨在新竹市選舉區，當選第六屆立法委員。勝選後加入立法院國防委員會，並仍兼任中華民國演員工會理事長。柯俊雄因曾為金馬獎影帝，於立法院質詢官員頗具架勢，有「柯大帥」之稱號，但問政表現較為不足。2007年，因中國國民黨黨內初選敗於呂學樟，未獲中國國民黨提名參選2008年中華民國立法委員選舉，遂轉戰台灣農民黨不分區第二名；但因台灣農民黨的單一選區兩票制政黨票未過得票率5%的兩席門檻，連任失利後淡出政治圈。

## 家庭
柯俊雄第一任妻子是女星張美瑤，兩人育有二女。2004年12月，因為柯出軌蔡青樺導致兩人離婚。隔年柯俊雄與蔡青樺结婚。

## 争议
1980年10月22日晚上十時，柯俊雄帶著通緝犯葉慶輝與好友陳文和，到北投吟松閣旅社212號房間飲酒作樂，此時古龍在207號房間內，因為不願到隔壁房間向柯俊雄敬酒，兩人用扁鑽及短刀，蓄意刺傷重殘古龍右手，使他無法寫作。因無法證實柯俊雄有教唆兩人，给予不起訴處分。

## 導演作品
- 1973 《大阿哥》
- 1974 《彩雲片片》
- 1982 《我的爺爺》 My Grandfather
- 1983 《我的媽媽》 My Mother
- 1998 《一代梟雄─曹操》(又名:曹操)
- 1998 《靈慾軌道》(又名:靈與慾)

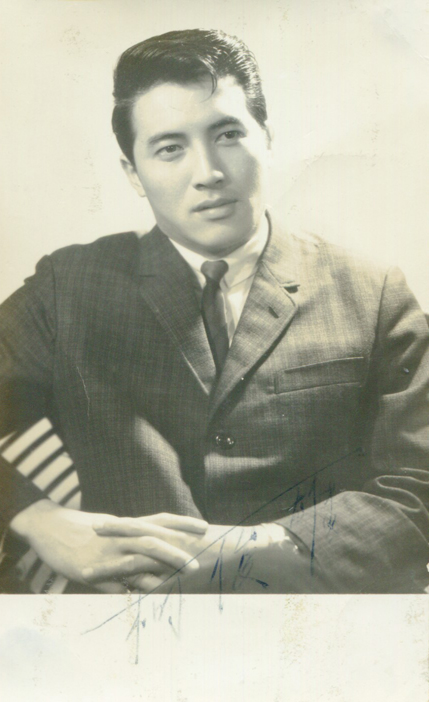
青年时代柯俊雄的簽名照片

- 1999 《諸葛孔明》

## 得獎紀錄
- 1968年 以《寂寞的十七歲》獲第14屆亞洲影展最佳男主角獎，為亞洲影展第一位台灣影帝。獲菲律賓狄倫夫人最佳男主角獎。
- 1975年 以《英烈千秋》在第21屆亞洲影展再度獲最佳男主角獎，創下其事業的另一個高峰。
- 1979年 以《黃埔軍魂》獲得第16屆金馬獎最佳男主角獎。
- 1981年 導演《我的爺爺》並在其中演出，以本片獲《巴拿馬國際影展》最佳男主角獎。
- 1999年 以《一代梟雄──曹操》獲得第36屆金馬獎最佳男主角獎。

## 演出作品

### 電影
- 1963 《義犬救主》
- 1963 《流浪賣花姑娘》
- 1964 《天字第一號》
- 1964 《送君出帆》（主演：白蘭、陽明、柯俊雄、游娟、戽斗）
- 1965 《一江春水向東流》
- 1965 《啞女情深》
- 1965 《自君別後》（主演：白蘭、柯俊雄、林琳、高鳴）
- 1965 《何日君再來》（主演：白蘭、柯俊雄、龔稼農、巴戈）
- 1965 《恐怖的情人》（主演：白蘭、柯俊雄、白雪、奇峰、陳揚）
- 1965 《地獄新娘》(主演: 金玫、柯俊雄、柳青、歐威、金塗)
- 1966 《黑手套》
- 1966 《橋》
- 1966 《貞節牌坊》
- 1967 《壯志淩雲》
- 1967 《第六個夢》
- 1967 《春歸何處》
- 1967 《梨山春曉》
- 1967 《寂寞的十七歲》 Lonely Seventeen
- 1967 《恨你入骨》 I Hate You Deeply
- 1967 《意難忘》
- 1967  《尋夢園》
- 1968 《落花時節》 Fallen Petals
- 1968 《青龍鎮》
- 1969 《揚子江風雲》 Storm over the Yang-tse River
- 1970 《再見阿郎》
- 1970 《家在台北》 Home Sweet Home
- 1970 《我要你》
- 1970 《恨你入骨》，已佚[10]
- 1971 《愛你一萬倍》
- 1971 《母與女》 Life with Mother
- 1971 《說謊的丈夫》
- 1971 《歡天喜地》 Happiness and Joy
- 1971 《真假太太》
- 1971 《五對佳偶》 Five Plus Five
- 1971 《難忘負心人》 Splendid Love Affairs
- 1971 《我心碎了》，已佚[11]
- 1972 《東南西北風》
- 1972 《珮詩》 Pei Shih
- 1972 《輕煙》 Love is Smoke
- 1972 《鬥當戶對》 The Perfect Match
- 1972 《五虎摧花》 Crimes Are To Be Paid
- 1972《風從哪裡來》
- 1973《頭號鐵人》
- 1973 《天使之吻》
- 1973 《大三元》
- 1973 《我父、我夫、我子》
- 1973 《大阿哥》
- 1973 《心蘭的故事》
- 1973 《黑夜怪客》 The Devils Treasure
- 1973 《煙雨斜陽》 Haze in the Sunset
- 1973 《雙鳳飛》
- 1973 《負心的人續集》 The Jilte
- 1974 《彩雲片片》
- 1974 《英烈千秋》 The Everlasting Glory
- 1974 《不再有春天》 Spring Comes Not Again
- 1974 《香港屋簷下》 The Looks of Hong Kong
- 1975 《心魔》 The Bedeviled
- 1975 《邪魔》 Devil Crows
- 1975 《梅花》 Victory
- 1975 《小姨懷春》
- 1975《大千世界》
- 1975《金粉神仙手》
- 1976 《八百壯士》 800 Heroes
- 1976 《浪花》 Painted Waves of Love
- 1976 《星語》 The Star
- 1976 《台北66》
- 1976 《海韻》 Rhythm of the Wave
- 1976 《陷阱》 The Trap
- 1976 《新雨夜花》
- 1977 《愛有明天》
- 1977 《綠色山莊》
- 1977 《艶陽三月天》
- 1977 《秋詩篇篇》
- 1977《深秋》
- 1977 《人在天涯》
- 1977 《風雨朝陽》
- 1978 《黃埔軍魂》 A Teacher of Great Soldiers
- 1979 《強渡關山》 The Brave Ones
- 1979 《戚繼光》
- 1979 《林投姐》 The Legend of Sister Lin-Tou
- 1979 《秋蓮》
- 1979 《香火》 Gone With Honor
- 1980 《十九新娘七歲郎》
- 1980 《補破網》
- 1980 《皇天后土》 The Coldest Winter in Peking
- 1980 《血濺冷鷹堡》 Mission over the Eagle Castle
- 1981 《大地勇士》 The Frogman
- 1981 《辛亥雙十》 The Battle for the Republic of China
- 1981 《上海大亨》
- 1981 《大爺》（又名《頂爺》）
- 1981 《黑色大亨》（又名《魔鬼殺手》）
- 1981 《職業兇手》 The Professional Killer
- 1981 《怒犯天條》 Offend the Law of God
- 1982 《黑色婚禮》
- 1982 《人肉戰車》 Steamrolling
- 1982 《動員令》 Days In the Army
- 1982 《血濺歸鄉路》
- 1982 《獵頭》 The Head Hunter
- 1982 《慧眼識英雄》Hero vs hero
- 1982 《Ｚ字特攻隊》
- 1982 《我的爺爺》 My Grandfather
- 1982《脂粉奇兵》
- 1982《七步干戈》
- 1983 《甲子玄機》
- 1983 《破網補情天》
- 1983 《亡命黑名單》
- 1983 《我的媽媽》 My Mother
- 1983 《風水二十年》
- 1984 《不歸路》
- 1984 《聖戰千秋》
- 1984 《天天天亮》
- 1985 《孤戀花》
- 1986 《愛是做鬼也愛》
- 1986 《奪寶計上計》 From Here to Prosperity
- 1986 《我是中國人》 I am a Chinese
- 1986 《唐山過台灣》 The Heroic Pioneers
- 1986 《八二三砲戰》 The Kinmen Bombs
- 1987 《起床號》
- 1987 《魔鬼戰士》
- 1987 《旗正飄飄》
- 1987 《英雄好漢》 Tragic Hero
- 1987 《不歸路》 Somewhere My Love
- 1987 《義本無言》 Brotherhood
- 1987 《江湖情》 Rich and Famous
- 1987 《報告班長》
- 1987 《稻草人》 Strawman
- 1988 《殺出銅鑼灣》
- 1988 《笑聲淚影—大陸行》
- 1988 《報告班長2》 Report to The Souad Leader II
- 1988 《喜寶》 The Story of Haybo
- 1988 《龍之家族》 The Dragon Family
- 1989 《我在江湖》 Fight to Survive
- 1989 《奇蹟》 Mr. Canton and Lady Rose
- 1989 《龍之爭霸》 Burning Ambition
- 1989 《過河小卒》Let's go
- 1990 《江湖最後一個大佬》 Triad Story
- 1990 《異域》 A Home Too Far
- 1991 《火燒島》
- 1991 《大哥讓位》 Retreat of the Godfather
- 1992 《五湖四海》 Requital
- 1993 《異域之末路英雄》 End of The Road
- 1994 《野店》 Amasing Stories
- 1995 《那有一天不想你》 Remember M Remember E
- 1998 《一代梟雄─曹操》
- 1998 《闖將》
- 1998 《靈慾軌道》
- 2001 《報告總司令》 The Last Salute
- 2012 《大尾鱸鰻》
- 2014 《最佳嫌疑人》（遗作）

### 電視劇
- 1984年-1985年: 香港電台電視部《香江歲月》
- 1998年：民視《舉頭三尺有神明》飾演：李武雄
- 1998年：民視《愛你入骨》飾演：黃順興
- 2003年：公視《孽子》飾演：阿青父親
- 2003年：大愛《望海》飾演：李宗吉
- 2004年：緯來《我的明星男友》飾演：關子雄
- 2011年：民視《廉政英雄》：飆速100、他是我兄弟 飾演：張國豪
- 2011年：民視《父與子》飾演：王大柱
- 2012年：民視《風水世家》飾演：高紳煌

## 外部連結
- 柯俊雄在互联网电影资料库（IMDb）上的資料（英文）（英文）
- 柯俊雄在香港影庫上的簡介
- 柯俊雄在豆瓣上的资料（简体中文）
- 柯俊雄在时光网上的簡介（简体中文）
- 在AllMovie上柯俊雄的頁面（英文）
- 中文電影資料庫─柯俊雄 （页面存档备份，存于）

| 中華民國立法院 | 中華民國立法院                                                  | 中華民國立法院             |
| -------------- | --------------------------------------------------------------- | -------------------------- |
| '              | 中華民國立法委員 新竹市選區 第六屆 2005年2月1日 - 2008年1月31日 | 繼任： 呂學樟 （選制變更） |